# Records de Slovénie d'athlétisme

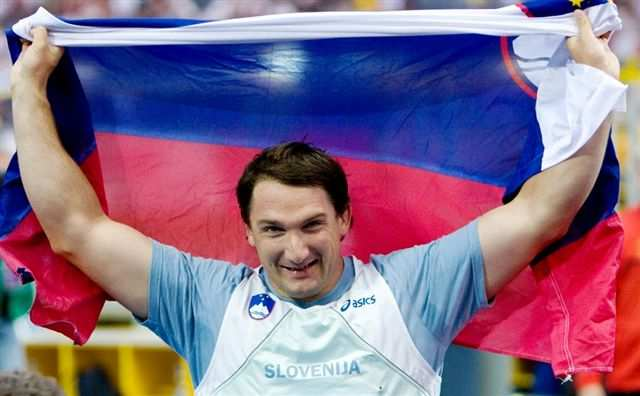
Primož Kozmus, champion olympique et champion du monde au lancer du marteau.

Les records de Slovénie d'athlétisme sont les meilleures performances réalisées par des athlètes slovènes et homologuées par la Fédération slovène d'athlétisme.

## Hommes
| Épreuve                     | Record | Athlète                                                                 | Date              | Compétition                             | Lieu          | Réf.   |
| --------------------------- | --- | ----------------------------------------------------------------------- | ----------------- | --------------------------------------- | ------------- | ------ |
| 50 m                        | 5 s 83 (i) | Urban Acman                                                             | 23 février 1999   |                                         | Eaubonne      |        |
| 60 m                        | 6 s 58 (i) | Matic Osovnikar                                                         | 5 mars 2004       | Championnats du monde en salle          | Budapest      |        |
| 100 m                       | 10 s 13 (+0,8 m/s) | Matic Osovnikar                                                         | 25 août 2007      | Championnats du monde                   | Osaka         | [ 1 ]  |
| 200 m                       | 20 s 47 (+0,5 m/s) | Matic Osovnikar                                                         | 24 août 2004      | Jeux olympiques                         | Athènes       |        |
| 200 m piste courte          | 20 s 77 | Matic Osovnikar                                                         | 14 mars 2003      | Championnats du monde en salle          | Birmingham    |        |
| 400 m                       | 44 s 84 | Luka Janežič                                                            | 21 juillet 2017   | Herculis                                | Monaco        | [ 2 ]  |
| 400 m piste courte          | 46 s 02 | Luka Janežič                                                            | 27 janvier 2018   |                                         | Vienne        |        |
| 800 m                       | 1 min 45 s 15 | Žan Rudolf                                                              | 4 août 2021       |                                         | Pfungstadt    | [ 3 ]  |
| 800 m piste courte          | 1 min 46 s 96 | Žan Rudolf                                                              | 31 janvier 2013   |                                         | Linz          |        |
| 1 500 m                     | 3 min 39 s 29 | Aleš Tomič                                                              | 8 juillet 2002    |                                         | Zagreb        |        |
| 1 500 m piste courte        | 3 min 43 s 22 | Mitja Krevs                                                             | 7 mars 2014       | Championnats du monde en salle          | Sopot         |        |
| Mile                        | 3 min 58 s 89 | Bekim Bahtiri                                                           | 25 août 1993      | Meeting Gugl                            | Linz          |        |
| 3 000 m                     | 7 min 51 s 35 | Stanko Lisec                                                            | 7 juin 1978       |                                         | Göteborg      |        |
| 3 000 m piste courte        | 7 min 55 s 97 | Boštjan Buč                                                             | 31 janvier 2003   |                                         | Erfurt        |        |
| 5 000 m                     | 13 min 32 s 8 | Peter Svet                                                              | 12 juin 1974      |                                         | Berlin        |        |
| 10 000 m                    | 28 min 32 s 86 | Stane Rozman                                                            | 30 juin 1983      | Athletissima                            | Lausanne      |        |
| 5 km (route)                | 13 min 52 s | Vid Botolin                                                             | 31 décembre 2024  | Cursa dels Nassos                       | Barcelone     | [ 4 ]  |
| 10 km (route)               | 29 min 19 s | Primož Kobe                                                             | 19 mars 2023      | Semi-marathon de Lille                  | Lille         |        |
| Semi-marathon               | 1 h 02 min 49 s | Roman Kejžar                                                            | 20 février 2000   |                                         | Ferrare       |        |
| Marathon                    | 2 h 11 min 50 s | Roman Kejžar                                                            | 26 mars 2000      |                                         | Turin         |        |
| 100 km (route)              | 6 h 47 min 53 s | Miroslav Vindiš                                                         | 14 septembre 2002 |                                         | Winschoten    |        |
| 60 m haies                  | 7 s 64 (i) | Damjan Zlatnar                                                          | 29 janvier 2008   |                                         | Vienne        |        |
| 110 m haies                 | 13 s 56 (+0,8 m/s) | Damjan Zlatnar                                                          | 19 juin 2007      |                                         | Novo Mesto    |        |
| 400 m haies                 | 48 s 34 | Matic Ian Guček                                                         | 10 juin 2024      | Championnats d'Europe                   | Rome          | [ 5 ]  |
| 3 000 m steeple             | 8 min 16 s 96 | Boštjan Buč                                                             | 12 juin 2003      | Golden Spike Ostrava                    | Ostrava       |        |
| Saut en hauteur             | 2,32 m | Rožle Prezelj                                                           | 17 juin 2012      | Coupe de Slovénie                       | Maribor       | [ 6 ]  |
| Saut à la perche            | 5,70 m | Robert Renner                                                           | 22 août 2015      | Championnats du monde                   | Pékin         | [ 7 ]  |
| Saut en longueur            | 8,40 m (+2,0 m/s) | Gregor Cankar                                                           | 18 mai 1997       |                                         | Celje         |        |
| Triple saut                 | 16,82 m (+1,8 m/s) | Boštjan Simunič                                                         | 1er juin 2002     |                                         | Ljubljana     |        |
| Triple saut                 | 16,82 m (i) | Gregor Cankar                                                           | 16 février 2003   |                                         | Ljubljana     |        |
| Lancer du poids             | 20,76 m | Miran Vodovnik                                                          | 17 juin 2006      | Coupe d'Europe des nations First League | Thessalonique |        |
| Lancer du disque            | 71,86 m | Kristjan Čeh                                                            | 16 juin 2023      | Mémorial Heino Lipp                     | Jõhvi         | [ 8 ]  |
| Lancer du marteau           | 82,58 m | Primož Kozmus                                                           | 2 septembre 2009  | Celje Dukes International Meeting       | Celje         | [ 9 ]  |
| Lancer du javelot           | 81,13 m | Matija Kranjc                                                           | 23 juin 2016      |                                         | Brežice       | [ 10 ] |
| Décathlon                   | 7 698 pts | Damjan Sitar                                                            | 27-28 mai 2006    |                                         | Maribor       | [ 12 ] |
| Décathlon                   | 11 s 17 (+1,6 m/s) (100 m), 7,43 m (-0,2 m/s) (longueur), 12,73 m (poids), 2,12 m (hauteur), 49 s 35 (400 m) / 14 s 46 (+0,6 m/s) (110 m haies), 39,97 m (disque), 4,30 m (perche), 45,33 m (javelot), 4 min 30 s 03 (1 500 m) |                                                                         |                   |                                         |               |        |
| Heptathlon piste courte     | 5 894 pts | Ranko Leskovar                                                          | 15 février 2004   |                                         | Vienne        |        |
| Heptathlon piste courte     | 6 s 93 (60 m), 7,50 m (longueur), 13,10 m (poids), 2,05 m (hauteur) / 7 s 98 (60 m haies), 4,80 m (perche), 2 min 57 s 12 (1 000 m)                                                                                            |                                                                         |                   |                                         |               |        |
| 20 km marche (route)        | 1 h 28 min 4 s | Milan Balek                                                             | 28 août 1983      |                                         | Postojna      |        |
| 50 km marche (route)        | 4 h 18 min 28 s | Milan Balek                                                             | 16 octobre 1983   |                                         | Vienne        |        |
| 5 000 m marche piste courte | 20 min 57 s 17 | Milan Balek                                                             | 10 février 1990   |                                         | Athènes       |        |
| 4 × 100 m                   | 39 s 20 | Équipe nationale Rok Predanič Matic Osovnikar Boštjan Fridrih Jan Žumer | 22 juin 2002      | Coupe d'Europe des nations First League | Séville       | [ 13 ] |
| 4 × 400 m                   | 3 min 2 s 70 | Équipe nationale Miro Kocuvan Boštjan Horvat Jože Vrtačič Matija Šestak | 28 août 1999      | Championnats du monde                   | Séville       |        |
| 4 × 400 m                   | 3 min 10 s 47 | AD MASS, Ljubljana                                                      | 20 février 2022   |                                         | Novo mesto    |        |

## Femmes
| Épreuve                     | Record | Athlète                                                                  | Date                        | Compétition                                  | Lieu               | Réf.   |
| --------------------------- | --- | ------------------------------------------------------------------------ | --------------------------- | -------------------------------------------- | ------------------ | ------ |
| 50 m                        | 6 s 44 (i) | Jerneja Perc                                                             | 2 février 1997              |                                              | Schielleiten       |        |
| 60 m                        | 7 s 17 (i) | Merlene Ottey                                                            | 7 mars 2003 14 mars 2003    | Championnats du monde en salle               | Linz Birmingham    |        |
| 100 m                       | 11 s 09 (+2,0 m/s) | Merlene Ottey                                                            | 3 août 2004                 |                                              | Liège              |        |
| 200 m                       | 22 s 72 (+1,4 m/s) | Merlene Ottey                                                            | 23 août 2004                | Jeux olympiques                              | Athènes            |        |
| 200 m piste courte          | 23 s 16 | Alenka Bikar                                                             | 26 février 2000             |                                              | Gand               |        |
| 400 m                       | 51 s 22 | Anita Horvat                                                             | 20 juillet 2018             | Meeting Herculis                             | Monaco             | [ 14 ] |
| 400 m piste courte          | 52 s 22 | Anita Horvat                                                             | 8 février 2018              |                                              | Madrid             |        |
| 800 m                       | 1 min 55 s 19 | Jolanda Čeplak                                                           | 20 juillet 2002             | KBC Night of Athletics                       | Heusden-Zolder     |        |
| 800 m piste courte          | 1 min 55 s 82 (WR) | Jolanda Čeplak                                                           | 3 mars 2002                 | Championnats d'Europe en salle               | Vienne             |        |
| 1 500 m                     | 4 min 02 s 13 | Sonja Roman                                                              | 10 juillet 2009             | Golden Gala                                  | Rome               | [ 15 ] |
| 1 500 m piste courte        | 4 min 5 s 44 | Jolanda Čeplak                                                           | 9 mars 2002                 |                                              | Glasgow            |        |
| Mile                        | 4 min 28 s 82 | Maruša Mišmaš-Zrimšek                                                    | 11 septembre 2022           |                                              | Zagreb             |        |
| Mile piste courte           | 4 min 29 s 35 | Helena Javornik                                                          | 24 février 2002             |                                              | Liévin             |        |
| 3 000 m                     | 8 min 44 s 80 | Klara Lukan                                                              | 25 février 2023             | World Indoor Tour                            | Birmingham         |        |
| 3 000 m piste courte        | 8 min 44 s 80 | Klara Lukan                                                              | 25 février 2023             | World Indoor Tour                            | Birmingham         |        |
| 5 000 m                     | 15 min 1 s 37 | Klara Lukan                                                              | 10 juin 2023                |                                              | Montesson          | [ 16 ] |
| 10 000 m                    | 31 min 06 s 63 | Helena Javornik                                                          | 27 août 2004                | Jeux olympiques                              | Athènes            |        |
| 5 km (route)                | 14 min 45 s | Klara Lukan                                                              | 9 février 2025              |                                              | Monaco             | [ 17 ] |
| 10 km (route)               | 30 min 26 s | Klara Lukan                                                              | 16 février 2025             |                                              | Castellon          | [ 18 ] |
| Semi-marathon               | 1 h 09 min 22 s | Helena Javornik                                                          | 26 septembre 2004           |                                              | Remich             |        |
| Marathon                    | 2 h 27 min 33 s | Helena Javornik                                                          | 27 octobre 2004             | Marathon d'Amsterdam                         | Amsterdam          |        |
| 100 km (route)              | 8 h 11 min 40 s | Neža Mravlje                                                             | 22 novembre 2014            |                                              | Doha               |        |
| 60 m haies                  | 7 s 78 | Brigita Bukovec                                                          | 7 février 1999              |                                              | Stuttgart          |        |
| 100 m haies                 | 12 s 59 (+0,2 m/s) | Brigita Bukovec                                                          | 31 juillet 1996             | Jeux olympiques                              | Atlanta            |        |
| 400 m haies                 | 55 s 96 | Agata Zupin                                                              | 23 juillet 2017             | Championnats d'Europe juniors                | Grosseto           | [ 19 ] |
| 3 000 m steeple             | 9 min 06 s 37 | Maruša Mišmaš-Zrimšek                                                    | 27 août 2023                | Championnats du monde                        | Budapest           | [ 20 ] |
| Saut en hauteur             | 2,00 m | Britta Bilač                                                             | 14 août 1994 9 février 1994 | Championnats d'Europe                        | Helsinki Francfort |        |
| Saut à la perche            | 4,82 m (i) | Tina Šutej                                                               | 2 février 2023              | Czech Indoor Gala                            | Ostrava            | [ 21 ] |
| Saut en longueur            | 6,78 m (+1,8 m/s) | Nina Kolarič                                                             | 29 juin 2008                | Championnats de Slovénie espoirs             | Ptuj               | [ 22 ] |
| Triple saut                 | 15,08 m (i) | Marija Šestak                                                            | 13 février 2008             |                                              | Athènes            | [ 23 ] |
| Lancer du poids             | 18,10 m | Nataša Erjavec                                                           | 14 mai 1994                 |                                              | Nova Gorica        |        |
| Lancer du disque            | 60,11 m | Veronika Domjan                                                          | 6 juillet 2016              | Championnats d'Europe                        | Amsterdam          | [ 24 ] |
| Lancer du marteau           | 71,25 m | Barbara Špiler                                                           | 5 mai 2012                  |                                              | Čakovec            | [ 25 ] |
| Lancer du javelot           | 67,16 m | Martina Ratej                                                            | 14 mai 2010                 | Qatar Athletic Super Grand Prix              | Doha               | [ 26 ] |
| Heptathlon                  | 5 740 pts | Vladha Lopatic                                                           | 16–17 mai 1992              |                                              | Brescia            |        |
| Heptathlon                  | 14 s 02 (+0,2 m/s) (100 m haies), 1,72 m (hauteur), 11,35 m (poids), 24 s 76 (200 m) / 6,12 m (0,0 m/s) (longueur), 36,64 m (javelot), 2 min 16 s 74 (800 m) |                                                                          |                             |                                              |                    |        |
| Pentathlon                  | 4 087 pts | Vladha Lopatič                                                           | 2 février 1996              |                                              | Budapest           |        |
| Pentathlon                  | 8 s 80 (60 m haies), 1,70 m (hauteur), 11,82 m (poids), 6,05 m (longueur), 2 min 24 s 33 (800 m)                                                             |                                                                          |                             |                                              |                    |        |
| 20 km marche (route)        | 1 h 48 min 18 s | Eva Čanadi                                                               | 5 octobre 2019              |                                              | Vienne             | [ 27 ] |
| 3 000 m marche piste courte | 15 min 38 s 0 | Tamara Reicht                                                            | 27 février 2022             |                                              | Zagreb             |        |
| 4 × 100 m                   | 43 s 91 | Équipe nationale Alenka Bikar Kristina Žumer Maja Nose Merlene Ottey     | 25 juillet 2003             |                                              | Pergine Valsugana  |        |
| 4 × 400 m                   | 3 min 30 s 90 | Équipe nationale Agata Zupin Jerneja Smonkar Maja Pogorevc Anita Horvat  | 22 juin 2021                | Championnats d'Europe par équipes Division 2 | Stara Zagora       |        |
| 4 × 400 m piste courte      | 3 min 37 s 08 | Équipe nationale Agata Zupin Jerneja Smonkar Veronika Sadek Anita Horvat | 20 mars 2022                |                                              | Belgrade           |        |